# Young Knives
Young Knives  — британская рок-группа, образовавшаяся в Лестершире, Англия, в 1998 году (первоначально как Simple Pastoral Existence, затем Ponyclub), исполняющая инди-рок с элементами клубной музыки и постпанк-влияний. Дебютный альбом трио выпустило как The Young Knives, а перед выходом второго альбома отбросило артикль. Оба студийных альбома группы поднялись в первую тридцатку UK Album Charts; шесть синглов входили в UK Singles Chart.

## История группы
Группа в составе: Хенри Дартнолл (англ. Henry Dartnall, гитара, вокал), Оливер Эскью (англ. Oliver Askew, ударные) и Томас Дартнолл (англ. Thomas Dartnall, бас-гитара, известный также по прозвищу House of Lords), образовалась в Эшли, графство Лестершир, в 1998 году, где поначалу играла песни Ned’s Atomic Dustbin.
Первый успех коллектива был связан с его переездом в Оксфорд в 2002 году. За выступлением на Truck Festival последовал дебютный мини-альбом The Young Knives…Are Dead, вышедший на независимом лейбле Shifty Disco.
Три года спустя группа выпустила EP Junky Music Make My Heart Beat Faster на лейбле Transgressive, выступив с Futureheads и Hot Hot Heat. Пластинка вышла ограниченным тиражом и была быстро распродана. В декабре 2005 года вышел дебютный сингл группы «The Decision», спродюсированный Энди Гиллом из Gang of Four. В течение 2006 года популярность Young Knives стремительно росла: синглы «Here Comes the Rumour Mill» и «She’s Attracted To» вошли в британский Top 40.
Young Knives провели британские гастроли с The Rakes и Dirty Pretty Things, затем успешно выступили в Остине, Техас, на ежегодном фестивале South by Southwest. В том же году группа выпустила дебютный полноформатный альбом Voices of Animals and Men, поднявшийся в Британии до #21. Второй альбом, Superabundance (#28 UK), вышел в 2008 году.

### Альбомы
- The Young Knives... Are Dead (2002, мини-альбом)
- Voices of Animals and Men (2006) — #21 (UK)
- The Young Knives ...Are Dead ...And Some (2007, расширенный перевыпуск)
- Superabundance (2008) — #28 (UK)
- Ornaments from the Silver Arcade (2011) — #80 (UK)
- Sick Octave (2013) — #113 (UK)

### EPs
- 2003 Rollerskater EP
- 2004 Split EP (совместно со Smilex)
- 2005 Junky Music Make My Heart Beat Faster

### Синглы
- «The Decision» (2005)
- «Here Comes the Rumour Mill» (2006) #36 (UK)
- «She’s Attracted To» (2006) #38 (UK)
- «Weekends and Bleak Days (Hot Summer)» (2006) #35  (UK)
- «The Decision» (2006) #60  (UK)
- «Terra Firma» (2007) #43  (UK)
- «Up All Night» (2008) #45  (UK)
- «Turn Tail» (2008) #148  (UK)
- «Dyed in the Wool» (2008)
- «Vision In Rags» (2011)